# Springfield Up
Springfield Up, llamado Crecer en Springfield en España y Creciendo en Springfield en Hispanoamérica es un episodio perteneciente a la decimoctava temporada de la serie de televisión de dibujos animados Los Simpson. Se estrenó el 18 de febrero de 2007 en Estados Unidos, el 12 de agosto de 2007 en Hispanoamérica y el 3 de agosto de 2008 en España. El episodio fue escrito por Matt Warburton y dirigido por Chuck Sheetz. Eric Idle fue la estrella invitada, interpretando a Declan Desmond. En este episodio, Homer decide mostrarse como un hombre exitoso ante un documentalista.

## Sinopsis

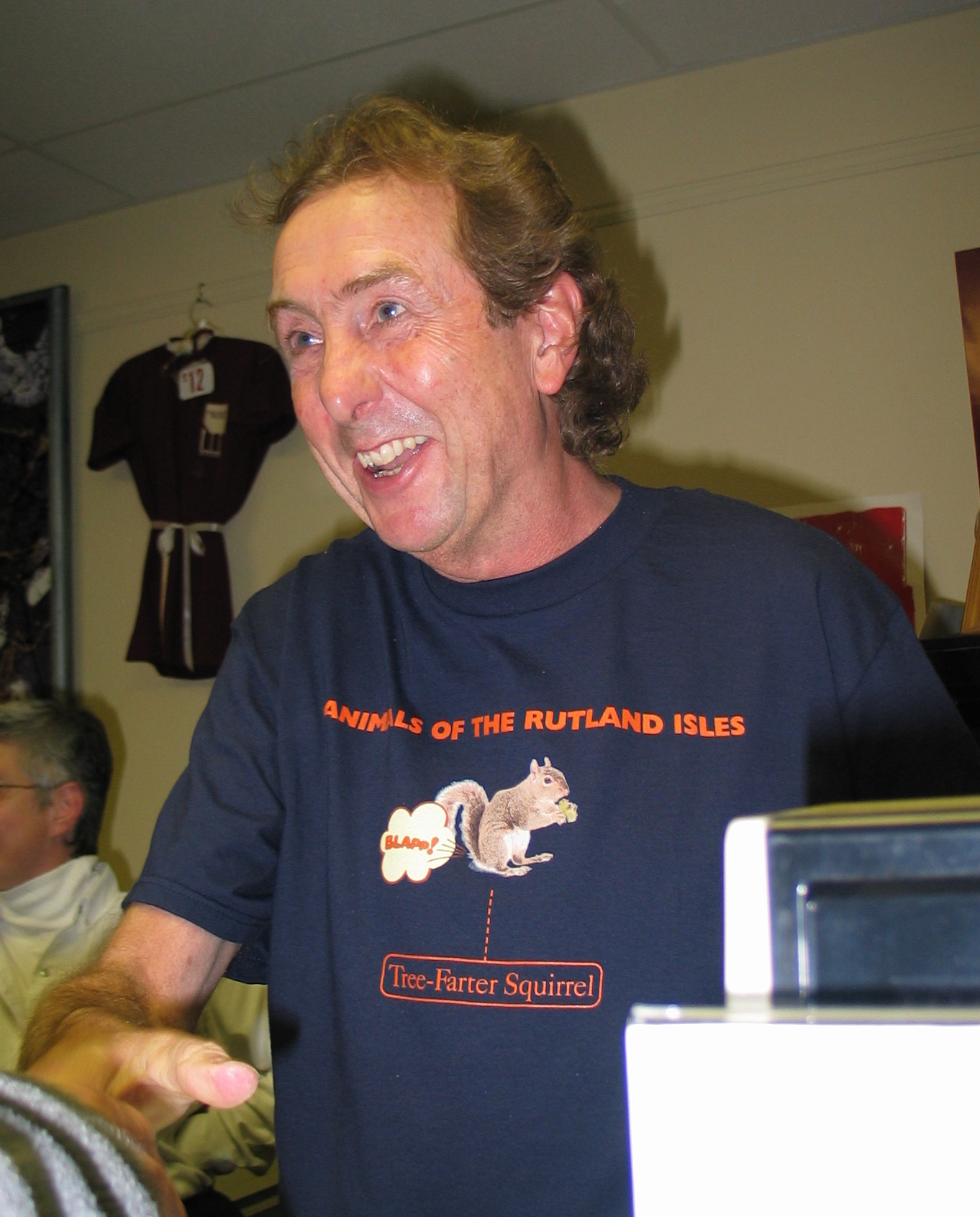
Eric Idle fue la estrella invitada, interpretando a Declan Desmond, el excéntrico documentalista que vuelve a Springfield.

El excéntrico documentalista Declan Desmond ofrece una mirada del interior de Springfield, desarrollando de esta forma un seguimiento a diversos personajes que viven en la ciudad. El documental "Growing Up Springfield", sigue las vidas de varios residentes de Springfield, filmándolos cuando eran pequeños y después volviendo a intervalos de ocho años para examinar cómo sus vidas han cambiado. Los clips de la película muestran al joven Homer, cuyos sueños de adolescente eran hacerse rico y famoso. Ocho años más adelante, se muestra que Homer está casado con Marge y tiene dos hijos pequeños, pero que trabaja en la Planta Nuclear. Aun así, le dice a Declan que vuelva a visitarlo dentro de ocho años, para que vea que lograría amasar fama y fortuna. 
Después del intervalo siguiente de ocho años, Homer aparece en una lujosa mansión, siendo millonario y rodeado de lujos. De hecho, sus hijos tienen caballos, delfines, motocicletas de agua y todo lo que pudieran desear.
Homer explica que su repentina abundancia es debida a una invención suya: un bolígrafo, el cual, en lugar de estar combinado con diferentes lapiceras de colores, tiene distintos condimentos, facilitando así la tarea de condimentar las comidas. 
Declan, luego, entrevista a Marge sobre el éxito inesperado de su familia y ella dice que estaba muy feliz con la fortuna de Homer. Sin embargo, Declan encuentra, luego, una medicina para ancianos en el botiquín familiar. Repentinamente, aparece el Sr. Burns en la casa, exigiendo saber lo que están haciendo los Simpson en su hogar de verano.
Homer confiesa que su historia de la abundancia y del éxito era una mentira. Declan comienza a seguirlo por todo el barrio, deseando descubrir porqué Homer sentía la necesidad de mentir. Cuando finalmente consigue entrevistar a Homer, éste le explica que había deseado sentirse como un hombre exitoso por una vez, en lugar del mediocre empleado que en realidad era. Marge le dice a Declan que había mentido en su anterior entrevista para ayudar a Homer, ya que lo quería mucho. Declan comienza a sentirse mal por Homer, por lo que decide repentinamente hacer una nueva película. Para realizarla, reúne a los amigos y a la familia de Homer, quienes dicen que todos desearían tener la vida que llevaba Homer y aclaran que es buen amigo, marido y padre. Homer ve la nueva película y se da cuenta de que es feliz después de todo.
Homer, luego, le dice a Declan que en ocho años más lo va a ver como una estrella de rock muy famosa y, mientras termina el episodio, se ve a Declan y Homer cantando con una guitarra en mano.